# PSR J1748-2446ad
PSR J1748−2446ad — радіопульсар з найвищою відомою на сьогодні частотою обертання, 716 Гц (що відповідає періоду 0,001396 секунди).  Цей пульсар був відкритий Джейсоном Хесселсом (Jason W. T. Hessels) із університету Макгілла 19 листопада 2004 року та підтверджений 8 січня 2005 року.